# Phare de Pungoteague Creek
Le phare de Pungoteague Creek (en anglais : Pungoteague Creek Light),  était un phare offshore situé dans la baie de Chesapeake du comté d'Accomack en Virginie. Détruit en 1856, il eut la plus courte existence de phare jamais enregistrée sur la baie et peut-être aux États-Unis, avec seulement 459 jours d'existence.

## Historique
Il s’agissait du premier phare construit dans la baie de Chesapeake. La majeure partie de la fondation, préfabriquée à Philadelphie, a été envoyée le 23 avril 1854 avec l'équipe de construction. On avait initialement estimé que la construction du phare ne prendrait que six semaines, mais le voyage, combiné à l'inexpérience de l'équipage et à la difficulté de couler les pieux, a prolongé le processus à près de six mois.
Le phare a été terminé et mis en service le 1er novembre 1854. Il s'agit d'une petite structure reposant sur sept piles pneumatiques et équipée d'une lentille de Fresnel de cinquième ordre. Il a été renversé par une banquise de mer  le 2 février 1856. Personne n'a été blessé car le phare était suffisamment proche du rivage pour que le sauvetage du gardien soit assez facile. Mais la structure fut perdue.
Le trafic maritime ne justifiant plus vraiment la reconstruction de la tour, elle ne fut pas réalisée. Toutefois, un phare entretenu de manière privée a été installé sur le même site jusqu'en 1908, date à laquelle le gouvernement a érigé un feu clignotant automatisé sur un caisson en béton armé.
Identifiant : ARLHS : USA-678 ; USCG : 2-21845 ; Admiralty : J1704 .

### Lien connexe
- Liste des phares en Virginie